# Ever Hugo Almeida
Ever Hugo Almeida Almada (* 1. Juli 1948 in Salto) ist ein ehemaliger uruguayisch-paraguayischer Fußballspieler und -trainer. Der Torwart gewann zweimal die Copa Libertadores und ist mit 113 Einsätzen zudem Rekordspieler des Wettbewerbs. Er spielte nach seiner Einbürgerung 22-mal für Paraguay.

## Karriere

### Verein
Ever Almeida gab sein Profidebüt 1967 für den CA Cerro aus Montevideo und wechselte nach fünf Jahren und 128 Ligaspielen nach Paraguay zum Club Guaraní. Dort endete seine erste Partie am 9. April 1972 mit 0:1 gegen Sportivo Luqueño. Im Januar 1973 kam er zum Ligarivalen Club Olimpia für die bezahlbare Summe von 300.000 Guaraní, für den er bis zum Ende seiner Karriere 1991 spielte und Legendenstatus erlangte.
Almeida gewann mit dem paraguayischen Klub viele Titel und stellte Rekorde auf. Bei den zehn Meistertiteln zwischen 1975 und 1989, die er mit Club Olimpia gewann, waren von 1978 bis 1983 sechs Titel in Folge. International holte der Klub zweimal die Copa Libertadores: 1979 im Finale gegen die Boca Juniors und 1990 gegen den Barcelona SC. Durch den Finalsieg 1979 spielte der Klub aus Paraguay bei der Copa Interamericana gegen den CONCACAF-Vertreter CD FAS aus El Salvador und gewann diesen nach 3:3 im Hinspiel mit 5:0 im Rückspiel deutlich. Auch beim Weltpokal 1979 gegen den europäischen Vertreter Malmö FF konnte sich Club Olimpia in zwei Spielen durchsetzen. 1990 gewann der paraguayische Klub zu die Supercopa Sudamericana und wurde automatisch als Gewinn der beiden südamerikanischen Wettbewerbe zum Sieger der Recopa Sudamericana 1991 erklärt.
In der Copa Libertadores ist Ever Almeida mit 113 Spielen nach wie vor Rekordhalter und war auch der erste Torwart, der ein Tor erzielte. Beim 1:0-Heimspielerfolg gegen den argentinischen Klub Estudiantes de La Plata bei der Copa Libertadores 1984 erzielte er per Elfmeter das einzige Tor des Spiels.

### Nationalmannschaft
Ever Almeida wurde in Uruguay geboren, bekam aber die paraguayische Staatsbürgerschaft und entschied sich für die Nationalelf Paraguays aufzulaufen. Er war dort häufig Ersatz für Roberto Fernández. Im September 1973 debütierte Almeida im Rahmen eines WM-Qualifikationsspiels. Gegen Bolivien gewann Paraguay mit 4:0, verpasste jedoch nach der 1:3-Niederlage gegen Argentinien das Endturnier der Weltmeisterschaft 1974 in Deutschland.
Bei der Copa América 1975 kam Almeida in drei der vier Gruppenspiele zum Einsatz, jedoch erreichte die Selección Paraguaya als Gruppenzweiter hinter Kolumbien nicht das Halbfinale. Almeida absolvierte alle vier Qualifikationsspiele für die Weltmeisterschaft 1982, für die sich Paraguay nicht qualifizieren konnte. Bei der Qualifikation zur Weltmeisterschaft 1986 wurde die Alibrroja wieder Gruppenzweiter. Almeida absolvierte alle vier Gruppenspiele. Aufgrund eines weiteren Startplatzes für Südamerika konnte sich Paraguay über die Play-offs für das Endturnier in Mexiko qualifizieren. Dort fiel Almeida allerdings wegen einer Verletzung aus. Das 1:1-Unentschieden gegen Brasilien im letzten Gruppenspiel war sein letztes Länderspiel.

### Trainer
Nach seiner Karriere arbeitete Ever Almeida direkt als Trainer bei Club Nacional und wechselte 1993 zum Club Olimpia, mit dem er als Spieler viele Erfolge gefeiert hatte. Auch als Trainer überzeugte er mit dem Klub und wurde ungeschlagen Meister. Nach weiteren Stationen bei Sportivo Luqueño und Sol de América wurde Almeida 1999 Nationaltrainer Paraguays. Bei der Copa América 1999 gewann die Albirroja mit 7 Punkten die Gruppe und zog ins Viertelfinale ein. Dort scheiterte das Team nach Elfmeterschießen an Uruguay. Danach wurde er erneut Trainer bei Sol de América und sammelte danach Auslandserfahrungen in Guatemala beim CSD Municipal, in Ecuador beim CD El Nacional und beim Barcelona SC. In dieser Zeit gewann Almeida in beiden Ländern mehrere nationale Meisterschaften.
2010 wurde er Nationaltrainer von Guatemala. Mit der U-20 Guatemalas qualifizierte sich Almeida für die U-20-Fußball-Weltmeisterschaft 2011, bei der das Team als Gruppendritter das Achtelfinale erreichte, dort aber gegen Portugal ausschied. In der Qualifikation für die Weltmeisterschaft 2014 gewann Guatemala die Gruppe E der zweiten Runde souverän, schied aber in der dritten Runde hinter den USA und Jamaika aufgrund des schlechteren Torverhältnisses aus.
Nach seiner Zeit als Nationaltrainer kam Almeida erneut zu Club Olimpia. Bei der Copa Libertadores 2013 erreichte das Team nach Siegen über CA Tigre, Fluminense Rio de Janeiro und Independiente Santa Fe das Finale. Dort gewann Olimpia das Hinspiel mit 2:0 gegen den brasilianischen Vertreter Atlético Mineiro, verlor jedoch das Rückspiel mit 0:2, so dass nach torloser Verlängerung das Elfmeterschießen die Entscheidung zugunsten der Brasilianer brachte. Nach dem schlechten Start in die Saison 2014 trat Almeida zurück. Anschließend trainierte er bis Dezember 2015 den Club Libertad. Zur Clausura 2016 kehrte er zu Club Nacional zurück. Im April 2017 wurde er Coach des Sportivo Trinidense.
Bis Ende 2017 trainierte Almeida nochmal Club Olimpia sowie CSD Municipal. 2019 wurde er Trainer des kolumbianischen Klubs Rionegro Águilas, bei dem er allerdings nur fünf Spiele an der Seitenlinie stand. Nach einer vierten Amtszeit bei Sol de América trat Almeida im November 2021 erneut den Trainerjob bei CD El Nacional in Ecuador an. Dort führte er das Team als Meister der Serie B wieder in die höchste Spielklasse. Für die Saison 2023 verlängerte er seinen Vertrag beim ecuadorianischen Klub.

## Erfolge

### Spieler
Club Olimpia
- Paraguayischer Meister (10): 1975, 1978, 1979, 1980, 1981, 1982, 1983, 1985, 1988, 1989
- Copa Libertadores (2): 1979, 1990
- Copa Interamericana: 1980
- Weltpokal: 1979
- Supercopa Sudamericana: 1990
- Recopa Sudamericana: 1991

### Trainer
Club Olimpia
- Paraguayischer Meister: 1993

CSD Municipal
- Guatemaltekischer Meister (3): 2001-A, 2002-C, 2003-A
- Copa Centenario: 2003, 2004

CD El Nacional
- Ecuadorianischer Meister (2): 2005, 2006
- Ecuadorianischer Zweitligameister: 2022

Club Nacional
- Paraguayischer Meister: 2009-C